# Lotta ai Giochi della XXVIII Olimpiade
I tornei di lotta ai Giochi della XXVIII Olimpiade si sono svolti dal 22 al 29 agosto 2004 presso l'Ano Liosia Olympic Hall di Atene.

## Podi

### Uomini
| Evento                   | Oro                    | Argento              | Bronzo                |
| Lotta greco-romana       |                        |                      |                       |
| fino a 55 kg (dettagli)  | Istvan Majoros         | Geidar Mamedaliyev   | Artiom Kiouregkian    |
| fino a 60 kg (dettagli)  | Jeong Ji-hyeon         | Roberto Monzon       | Armen Nazarian        |
| fino a 66 kg (dettagli)  | Farid Mansurov         | Şeref Eroğlu         | Mkkhitar Manukyan     |
| fino a 74 kg (dettagli)  | Alexandr Dokturishvili | Marko Yli-Hannuksela | Varteres Samourgachev |
| fino a 84 kg (dettagli)  | Aleksej Mišin          | Ara Abrahamian       | Viachaslau Makaranka  |
| fino a 96 kg (dettagli)  | Karam Gaber            | Ramaz Nozadze        | Mehmet Özal           |
| fino a 120 kg (dettagli) | Khasan Baroev          | Georgiy Tsurtsumia   | Rulon Gardner         |
| Lotta libera             |                        |                      |                       |
| fino a 55 kg (dettagli)  | Mavlet Batirov         | Stephen Abas         | Chikara Tanabe        |
| fino a 60 kg (dettagli)  | Yandro Miguel Quintana | Masoud Mostafa-Jokar | Kenji Inoue           |
| fino a 66 kg (dettagli)  | Elbrus Tedeyev         | Jamill Kelly         | Makhach Murtazaliev   |
| fino a 74 kg (dettagli)  | Buvaisar Saitiev       | Gennadiy Laliyev     | Ivan Fundora          |
| fino a 84 kg (dettagli)  | Cael Sanderson         | Moon Eui-Jae         | Sazhid Sazhidov       |
| fino a 96 kg (dettagli)  | Chadžimurat Gacalov    | Magomed Ibragimov    | Alireza Heidari       |
| fino a 120 kg (dettagli) | Artur Tajmazov         | Alireza Rezaei       | Aydin Polatci         |

### Donne
| Evento                  | Oro           | Argento           | Bronzo           |
| Lotta libera            |               |                   |                  |
| fino a 48 kg (dettagli) | Irini Merleni | Chiharu Ichō      | Patricia Miranda |
| fino a 55 kg (dettagli) | Saori Yoshida | Tonya Verbeek     | Anna Gomis       |
| fino a 63 kg (dettagli) | Kaori Ichō    | Sara McMann       | Lise Legrand     |
| fino a 72 kg (dettagli) | Wang Xu       | Gouzel Maniourova | Kyoko Hamaguchi  |

## Medagliere
| Pos.   | Paese         | Oro | Argento | Bronzo | Totale |
| ------ | ------------- | --- | ------- | ------ | ------ |
| 1      | Russia        | 5   | 2       | 3      | 10     |
| 2      | Giappone      | 2   | 1       | 3      | 6      |
| 3      | Uzbekistan    | 2   | 1       | 0      | 3      |
| 4      | Ucraina       | 2   | 0       | 0      | 2      |
| 5      | Stati Uniti   | 1   | 3       | 2      | 6      |
| 6      | Cuba          | 1   | 1       | 1      | 3      |
| 7      | Corea del Sud | 1   | 1       | 0      | 2      |
| 8      | Azerbaigian   | 1   | 0       | 0      | 1      |
| 8      | Cina          | 1   | 0       | 0      | 1      |
| 8      | Egitto        | 1   | 0       | 0      | 1      |
| 8      | Ungheria      | 1   | 0       | 0      | 1      |
| 12     | Iran          | 0   | 2       | 1      | 3      |
| 12     | Kazakistan    | 0   | 2       | 1      | 3      |
| 14     | Turchia       | 0   | 1       | 2      | 3      |
| 15     | Canada        | 0   | 1       | 0      | 1      |
| 15     | Finlandia     | 0   | 1       | 0      | 1      |
| 15     | Georgia       | 0   | 1       | 0      | 1      |
| 15     | Svezia        | 0   | 1       | 0      | 1      |
| 19     | Francia       | 0   | 0       | 2      | 2      |
| 20     | Bielorussia   | 0   | 0       | 1      | 1      |
| 20     | Bulgaria      | 0   | 0       | 1      | 1      |
| 20     | Grecia        | 0   | 0       | 1      | 1      |
| Totale | Totale        | 18  | 18      | 36     | 72     |